# Ertuğrul Kürkçü
Ertuğrul Kürkçü (Nacido el 5 de mayo de 1948) es un político turco, activista socialista y el actual Presidente Honorario de los Partido Democrático de los Pueblos (HDP).

## Carrera política reciente
Él ha servido como el copresidente del HDP entre octubre de 2013 y junio de 2014 con copresidente Sebahat Tuncel. Kürkçü y Tuncel también han servido como co-portavoces para los Congreso Democrático de los Pueblos entre 2011-16. Tuncel dejó el puesto el 23 de enero de 2016 y estuvo reemplazado por Gülistan Koçyiğit.
Kürkçü fue elegido en las elecciones generales de junio y noviembre de 2015 Pueblos' Partido Democrático (HDP) Parlamentario para la provincia de Izmir.
Kürkçü representó su partido también en la Asamblea Parlamentaria del Consejo de Europa. Kürkçü era elegido a la Asamblea Nacional de Turquía como independiente para la provincia de Mersin en la 2011 elección general.
Kürkçü era entre 51 HDP diputados cuyas inmunidades parlamentarias eran levantadas a través de una enmienda constitucional provisional qué era criticado por el Venice Comisión, un cuerpo aconsejable legal del Consejo de Europa. La enmienda estuvo votada el 20 de mayo de 2016 y pasado en un voto secreto con votos de 376 diputados a favor.
Ertuğrul Kürkçü estuvo otorgado una "Afiliación Honoraria" a la Asamblea Parlamentaria del Consejo de Europa en octubre de 2018.

## Orígenes
Kürkçü nació en Bursa y era un activista en und movimiento estudiantil durante la "Generación '68'" junto a Mahir Çayany Deniz Gezmiş. En octubre de 1970, entonces el líder de la Asociación de Socialistas del Universidad Técnica del Medio Oriente (METU), era elegido como el presidente de la Federación de Juventud Revolucionaria turca (DEV-GENÇ). En 1972, Kürkçü se unió a la resistencia armada contra la junta militar y participó en una operación planeada por Mahir Çayan. Ellos secuestraron tres técnicos de la OTAN en el distrito de Ünye para demandar la liberación de Deniz Gezmiş y otros activistas quiénes estuvieron condenado a muerte. El 30 de marzo de 1972 las autoridades turcas confrontaron los revolucionarios y todos los activistas aparte de Kürkçü eran asesinados. Era procesado bajo Ley Marcial y sentenciado a muerte, pero después de una amnistía general en 1974 su condena era convertida a 30 años. Era liberado en 1986 después de que paso 14 años en prisión. En prisión, Kürkçü traducía varios libros a turco, incluyendo la biografía de Karl Marx.

## Lucha para una Izquierda unificada
Después de su liberación de prisión, Kürkçü empezó su carrera editorial como el Editor en Jefe para la 'Enciclopedia de Socialismo y Luchas Sociales'. Continuó su vida política en la lucha para la unificación del movimiento izquierdo socialista de Turquía. En 1996, era uno de los fundadores de la  Libertad y Partido de Solidaridad (ÖDP), un partido de la izquierda unida Turca. Tenía que dimitir del partido con un grupo de camaradas en 2000, cuando el partido se desintegró después de su fallida campaña electoral en 1999. Mientras encabezó el partido Movimiento Socialista del Futuro, también fue un editor en la revista Pan y Libertad. En las 2011 elecciones generales, Kürkçü, al lado 13 otros partidos izquierdos, se unió al bloque 'Trabajo, Democracia y Libertad' de candidatos independientes que había sido establecido por la Partido Paz y Democracia (BDP).
En esta campagna del movimiento de la liberation Kurda y la izquierda de Turquía y fuerzas democráticas, Kürkçü y los otros candidatos de bloque corrieron como independentes para pasar la barrera electoral del 10%. Como candidato para la provincia de Mersin, era elegido a la Asamblea Nacional de Turquía con 9.7% del voto. En su primer plazo en el Parlamento, era miembro del Comité de Investigación de los Derechos humanos.

## Carrera periodística
Kürkçü era activo como periodista político, columnista y editor, junto a su carrera de periodismo en línea. Había editado y contribuido para la Gaceta Política entre 2002 y 2007. Anteriormente también escribía para publicaciones de varios partidos políticos.
En marzo de 1997, Kürkçü estuvo sentenciado a 10 meses en prisión por traducir un informe de Human Rights Watch a turco junto con el editor Ayşe Zarakolu. Siguiendo una apelación al Tribunal europeo de Derechos humanos, el Gobierno turco estuvo ordenado para pagar €2,500 en daños.